# HTR2C
HTR2C (англ. 5-hydroxytryptamine receptor 2C) – білок, який кодується однойменним геном, розташованим у людей на X-хромосомі. Довжина поліпептидного ланцюга білка становить 458 амінокислот, а молекулярна маса — 51 821.
| 10         |  | 20         |  | 30         |  | 40         |  | 50         |
| ---------- |  | ---------- |  | ---------- |  | ---------- |  | ---------- |
| MVNLRNAVHS |  | FLVHLIGLLV |  | WQCDISVSPV |  | AAIVTDIFNT |  | SDGGRFKFPD |
| GVQNWPALSI |  | VIIIIMTIGG |  | NILVIMAVSM |  | EKKLHNATNY |  | FLMSLAIADM |
| LVGLLVMPLS |  | LLAILYDYVW |  | PLPRYLCPVW |  | ISLDVLFSTA |  | SIMHLCAISL |
| DRYVAIRNPI |  | EHSRFNSRTK |  | AIMKIAIVWA |  | ISIGVSVPIP |  | VIGLRDEEKV |
| FVNNTTCVLN |  | DPNFVLIGSF |  | VAFFIPLTIM |  | VITYCLTIYV |  | LRRQALMLLH |
| GHTEEPPGLS |  | LDFLKCCKRN |  | TAEEENSANP |  | NQDQNARRRK |  | KKERRPRGTM |
| QAINNERKAS |  | KVLGIVFFVF |  | LIMWCPFFIT |  | NILSVLCEKS |  | CNQKLMEKLL |
| NVFVWIGYVC |  | SGINPLVYTL |  | FNKIYRRAFS |  | NYLRCNYKVE |  | KKPPVRQIPR |
| VAATALSGRE |  | LNVNIYRHTN |  | EPVIEKASDN |  | EPGIEMQVEN |  | LELPVNPSSV |
| VSERISSV   |  |            |  |            |  |            |  |            |

A: Аланін

C: Цистеїн

D: Аспарагінова кислота

E: Глутамінова кислота

F: Фенілаланін

G: Гліцин

H: Гістидин

I: Ізолейцин

K: Лізин

L: Лейцин

M: Метіонін

N: Аспарагін

P: Пролін

Q: Глутамін

R: Аргінін

S: Серин

T: Треонін

V: Валін

W: Триптофан

Кодований геном білок за функціями належить до рецепторів, G-білокспряжених рецепторів, білків внутрішньоклітинного сигналінгу. 
Локалізований у клітинній мембрані. Високо експресується в лімбічній системі: прилеглому ядрі, гіпоталамусі, гіпокампі, мигдалеподібному тілі.
Єдиний з G-білокспряжених рецепторів, який підлягає редагуванню РНК. Містить 5 сайтів дезамінування аденозину. Зміни в редагуванні в прилеглому ядрі пов'язують з розвитком алкоголізму.